# 馬文·坎薩林
馬文·坎薩林（荷蘭語：Marwan Kenzari，阿拉伯语：‎，1983年1月16日—），荷蘭男演員。他的演藝事業始於2008年，2013年因在電影《狼拳》中扮演的角色而首次受到關注，並憑藉該角色獲得了金牛犢獎最佳男主角。自2016年以來，他持續出演英語電影，包括《阿拉丁》（2019年）、《永生守卫》（2020年）和《黑亞當》（2022年），為此取得國際知名度。

## 早年
馬文·坎薩林生於海牙的突尼西亞家庭。父親是建築工人，母親是家庭主婦。十幾歲時，他對足球最感興趣，後來因認識的一個女孩而報名參加音樂劇《芝加哥》荷蘭版的試鏡。2009年，坎薩林從馬斯特里赫特戲劇藝術學院畢業。畢業後，他被阿姆斯特丹劇團招募，並隨樂團在莫斯科、倫敦、維也納和紐約巡迴演出。

## 職業生涯
坎薩林自2008年以來，持續在荷蘭出演電影和電視劇。2013年，他以劇情片《狼拳》獲得了金牛犢獎最佳男主角。他訓練了一年多來扮演片中的角色。憑藉著健美的身材，他也登上了2013年荷蘭版《男士健康》雜誌的封面。他在片中的表演受到影評界的好評，被《綜藝》雜誌評為「你必認識的國際明星」。2014年，坎薩林獲得柏林國際影展的流星獎。
2016年，坎薩林出演了英語電影《偷天劫車手》、《賓漢》及《愛在戰火紛飛時》，被《好萊塢報導》列入「2016年15位國際突破人才」名單。2019年，坎薩林在迪士尼真人版電影《阿拉丁》中飾演反派賈方，提升了國際知名度，更被主流媒體給起了「火辣賈方」的綽號。2020年在《永生守卫》中擔任主演。之後，他被選角為《黑亞當》（2022年）中的反派伊斯梅爾·葛雷哥／沙巴克。
他在2020年電影《血戰東印度》中主演了備受爭議的荷兰皇家东印度陆军軍官雷蒙·威斯特林。

## 個人生活
坎薩林精通阿拉伯語、荷蘭語、英語和法語。

## 作品列表

### 電影
| 年份 | 標題                            | 角色                    | 附註 |
| ---- | ------------------------------- | ----------------------- | ---- |
| 2008 | 《卡迪亚的妹妹》                | Giac                    |      |
| 2009 | 《該死的艾瑪》                  | Martin                  |      |
| 2010 | 《閣樓》                        | Tom Fenneker            |      |
| 2011 | 《拉巴特》                      | Zakaria                 |      |
| 2012 | 《隐退：黑帮教父与狂野新娘》    | Youssef                 |      |
| 2013 | 《狼拳》                        | Majid Zamari            |      |
| 2014 | 《心街》（Hartenstraat）        | Daan                    |      |
| 2014 | 《被告护士》                    | Det. Ron Leeflang       |      |
| 2014 | 《險境》                        | Rico                    |      |
| 2014 | 《抓住我的心》（Grab My Heart） | Richard                 |      |
| 2016 | 《偷天劫車手》                  | Matthias                |      |
| 2016 | 《賓漢》                        | Druses                  |      |
| 2016 | 《愛在戰火紛飛時》              | Emre Ogan               |      |
| 2017 | 《神鬼傳奇》                    | Malik                   |      |
| 2017 | 《獵殺星期一》                  | Adrian Knowles          |      |
| 2017 | 《東方快車謀殺案》              | Pierre Michel           |      |
| 2018 | 《以色列的埃及天使》            | 阿什拉夫·馬爾萬         |      |
| 2019 | 《阿拉丁》                      | 賈方                    |      |
| 2019 | 《禁身誘惑》                    | Idris                   |      |
| 2020 | 《永生守卫》                    | Yusuf Al-Kaysani / Joe  |      |
| 2020 | 《血戰東印度》                  | 雷蒙·威斯特林           |      |
| 2022 | 《黑亞當》                      | 伊斯梅爾·葛雷哥／沙巴克 |      |
| 2023 | 《真愛搞失蹤》                  | Marco                   |      |
| 2024 | 《王者歸來》                    | 安提诺俄斯              |      |
| 2025 | 《不死軍團2》                   | Yusuf Al-Kaysani / Joe  |      |

### 電視
| 年份      | 標題                           | 角色           | 附註     |
| --------- | ------------------------------ | -------------- | -------- |
| 2008–2010 | 《马斯特里赫特警察》           | Luca de Keyzer | 7集      |
| 2009      | 《麥特來過》（Maite was hier） | Vuc            | 電視電影 |
| 2012      | 《來自上帝》                   | Frank Hendrikx | 1集      |
| 2012–2013 | 《佩諾薩》（Penoza）           | Mustafa        | 8集      |
| 2025      | 《暗夜情報員》                 | Sami Saidi     | 4集      |